# Strada Reale
La Strada Reale (in polacco Droga Królewska, IPA: [drɔɡa krulɛfska]) è una via di Cracovia che inizia all'estremità settentrionale del centro storico della città medievale e prosegue verso sud attraversando il centro della città fino alla collina di Wawel, dove si trova la storica residenza reale del Castello di Wawel.
Lungo il suo percorso la Strada Reale passa accanto ad alcuni dei monumenti storici più importanti della capitale reale della Polonia, fornendo uno sfondo adeguato alle processioni d'incoronazione, alle parate e ai ricevimenti di re, nobili e ospiti di riguardo. 
La Strada Reale parte da fuori le mura settentrionali della città vecchia, in quello che era il sobborgo medievale di Kleparz e che ora è un quartiere centrale di Cracovia. La strada inizia dalla chiesa di San Floriano (Kościół św. Floriana), che conserva le reliquie di San Floriano - il santo patrono della Polonia - e che era anche il punto di partenza delle processioni funebri reali, che si concludevano nella cattedrale del Wawel. Successivamente la Strada Reale attraversa Piazza Matejko (pl. Matejki), passando accanto all'Accademia di Belle Arti (Akademia Sztuk Pięknych) sul lato destro e attraversando la via Basztowa fino al Barbacane medievale. La strada attraversa quindi le vecchie fortificazioni passando per la Porta Floriańska, l'ingresso originale della città e l'unica rimasta delle otto porte medievali smantellate durante la modernizzazione di Cracovia del XIX secolo.
All'interno della Città Vecchia (Stare Miasto), la strada prosegue lungo via Floriańska ed entra nel Rynek Główny, la piazza principale di Cracovia e la più grande piazza medievale in Europa. Sul lato sinistro, all'angolo nord-est della piazza si trova la Basilica di Santa Maria, sede dell'altare di Veit Stoss, la più antica e più grande pala d'altare gotica del mondo. Al centro della piazza, circondata da case a schiera (kamienice) e residenze nobiliari, si trova il Sukiennice, il rinascimentale mercato dei tessuti fiancheggiato dalla Torre del Municipio (Wieża ratuszowa).
La strada passa quindi accanto alla romanica chiesa di Sant'Adalberto nell'angolo sud-est della piazza, procedendo lungo la via Grodzka fino a terminare alle pendici della collina del Wawel.